# Elecciones parlamentarias de Dinamarca de 1979
Las elecciones parlamentarias se celebraron en Dinamarca el 23 de octubre de 1979. Los socialdemócratas siguieron siendo el partido más grande en el Folketing, con 68 de los 179 escaños. La participación electoral fue del 85.6% en Dinamarca continental, del 65.4% en las Islas Feroe y del 50.3% en Groenlandia.
Las elecciones de 1979 fueron las cuartas elecciones en Dinamarca en un período de seis años. Después de las elecciones de 1977, el líder de los Socialdemócratas, Anker Jorgensen, formó un gobierno minoritario. Este gobierno se reorganizó el 30 de agosto de 1978, cuando se nombraron siete ministros del Venstre. Como resultado del desacuerdo entre las dos partes gubernamentales sobre la política económica. El primer ministro Jorgensen emitió órdenes para las elecciones generales un poco menos de 18 meses antes del vencimiento del mandato del Folketing.
En las elecciones de 1979, 12 partidos políticos nominaron 1087 candidatos para los 175 escaños de la Dinamarca metropolitana (excluyendo Groenlandia y las Islas Feroe). Los principales problemas debatidos durante la campaña fueron las dificultades económicas del país, en particular la creciente deuda externa, la persistencia de la inflación y el desempleo, así como el papel de los sindicatos en la formulación de políticas gubernamentales. Los liberales junto con los Demócratas del Centro, los Conservadores y el Partido del Pueblo Cristiano presentaron un programa conjunto para un gobierno no socialista. Los socialdemócratas presentaron una nueva versión del plan de copropiedad en la industria.
El día de la votación, los conservadores, los liberales radicales y el Partido Popular Socialista avanzaron, mientras que los demócratas del centro y el Partido del Progreso perdieron votos y escaños. El Partido Comunista perdió todos sus escaños en el Folketing. Los socialdemócratas, con una ganancia de tres escaños, mantuvieron su posición de liderazgo en el Parlamento. El primer ministro Anker Jorgensen formó un gabinete minoritario socialdemócrata el 26 de octubre.

## Resultados
| Partido                               | Votos     | %         | Escaños   | +/–       |
| Dinamarca                             | Dinamarca | Dinamarca | Dinamarca | Dinamarca |
| ------------------------------------- | --------- | --------- | --------- | --------- |
| Socialdemócratas                      | 1,213,456 | 38.27     | 68        | +3        |
| Venstre                               | 396,484   | 12.50     | 22        | +1        |
| Partido Popular Conservador           | 395,653   | 12.48     | 22        | +7        |
| Partido del Progreso                  | 349,243   | 11.01     | 20        | –6        |
| Partido Popular Socialista            | 187,284   | 5.91      | 11        | +4        |
| Partido Social Liberal                | 172,365   | 5.44      | 10        | +4        |
| Izquierda Socialista                  | 116,047   | 3.66      | 6         | +1        |
| Demócratas de Centro                  | 102,132   | 3.22      | 6         | –5        |
| Partido Justicia                      | 83,238    | 2.62      | 5         | –1        |
| Demócratas Cristianos                 | 82,133    | 2.59      | 5         | –1        |
| Partido Comunista de Dinamarca        | 58,901    | 1.86      | 0         | –7        |
| Partido Comunista de los Trabajadores | 13,070    | 0.41      | 0         | Nuevo     |
| Independientes                        | 996       | 0.03      | 0         | 0         |
| Votos en blanco/nulos                 | 23,343    | –         | –         | –         |
| Total                                 | 3,194,345 | 100       | 175       | 0         |
| Islas Feroe                           |           |           |           |           |
| Partido Unionista                     | 5,700     | 30.00     | 1         | 0         |
| Partido de la Igualdad                | 4,435     | 23.34     | 1         | 0         |
| República                             | 3,386     | 17.82     | 0         | 0         |
| Partido Popular                       | 3,005     | 15.82     | 0         | 0         |
| Partido del Progreso                  | 878       | 4.62      | 0         | Nuevo     |
| Partido del Autogobierno              | 797       | 8.4       | 0         | Nuevo     |
| Votos en blanco/nulos                 | 80        | –         | –         | –         |
| Total                                 | 18,781    | 100       | 2         | 0         |
| Groenlandia                           |           |           |           |           |
| Atassut                               | 6,390     | 44.89     | 1         | Nuevo     |
| Siumut                                | 6,273     | 44.07     | 1         | Nuevo     |
| Partido Laborista                     | 1,572     | 11.04     | 0         | Nuevo     |
| Votos en blanco/nulos                 | 957       | –         | –         | –         |
| Total                                 | 15,192    | 100       | 2         | 0         |
| Fuente: Nohlen & Stöver               |           |           |           |           |